# Trivselskommissionen
Trivselskommissionen er en dansk kommission, som blev nedsat af Regeringen Mette Frederiksen II i august 2023 for at undersøge spørgsmålet om danske unges trivsel og mistrivsel. Kommissionen havde 11 medlemmer med Krogerup Højskoles forstander Rasmus Meyer som formand. Den afrapporterede sine konklusioner med en række konkrete anbefalinger den 25. februar 2025. Blandt kommissionens anbefalinger var et lovforbud mod brug af mobiltelefoner i grundskoler og fritidshjem, henstilling til forældre om først at lade deres børn få en mobil som 13-årige og en ændring af 7-trins-skalaen for karakterer.

## Baggrund
Baggrunden for nedsættelsen af kommissionen var flere undersøgelser de foregående år, der havde peget på, at næsten halvdelen af de 16-25-årige danske unge oplevede en form for mistrivsel, og at stadig flere unge følte sig ensomme. Regeringen mente, at disse probemer blandt andet skyldtes et stigende brug af sociale medier hos unge. Børne- og undervisningsminister Mattias Tesfaye sagde ved kommissionens nedsættelse, at de fleste børn og unge heldigvis havde det godt, men at man skulle tage tegnene på stigende mistrivsel hos en stor gruppe alvorligt, og at kommissionen skulle gøre politikerne og offentligheden klogere på, hvad man konkret kunne gøre for at afhjælpe problemet.

## Kommissionens sammensætning
Kommissionen havde 11 medlemmer, der på forskellig vis har erfaringer med børn og unge:
- Rasmus Meyer, formand - forstander for Krogerup Højskole
- Marie Holt Hermansen, forhenværende formand for Danske Skoleelever
- Khalil Abdeddaim, jurastuderende ved Københavns Universitet og frivillig træner, Game
- Hanne Kirk, programleder, Coop Crew
- Karin Ingemann, udviklingschef, Danmarks Idrætsforbund
- Christine Ravn Lund, forkvinde for Dansk Ungdoms Fællesråd
- Andreas Rasch-Christensen, forskningschef, VIA University College
- Simon Calmar Andersen, chef i TrygFondens Børneforskningscenter, professor i statskundskab, Aarhus Universitet
- Lene Tanggaard, rektor, Designskolen Kolding
- Vibeke Jenny Koushede, professor og institutleder, Institut for Psykologi, Københavns Universitet
- Mie Oehlenschläger, uafhængig tech- og policyrådgiver

## Forløb undervejs
Kommissionen foretog en såkaldt folkehøring online i perioden fra februar indtil april 2024, hvor offentligheden blev inviteret til at komme med bidrag og forslag indenfor emnet.
Kommissionens medlemmer leverede også forskellige indlæg og interview om deres arbejde undervejs i forløbet. Blandt andet opfordrede Tanggaard og Meyer i en kronik i Politiken i februar 2025 de unges forældre til ikke at overbeskytte deres børn, men være opmærksomme på at skabe robuste unge, der var i stand til at tackle modgang.

## Kommissionens anbefalinger
Ifølge det oprindelige opdrag skulle kommissionen senest have afsluttet sit arbejde ved udgangen af 2024. Senere blev tidsplanen rykket lidt, og kommissionen udsendte sine endelige anbefalinger i slutningen af februar 2025. Kommissionen nævnte dog allerede inden offentliggørelsen nogle af deres anbefalinger. En af dem var, at omtalen af trivsel og mistrivsel hos unge burde nuanceres, så man omtalte problemerne anderledes, end det ofte fremstod i debatten. De påpegede således, at mistrivsel ikke var det samme som at have en registreret psykiatrisk lidelse, som omkring en tiendedel af danske børn og unge havde. Kommissionen fremhævede, at trivsel og mistrivsel var forhold, der udspillede sig på et kontinuum, hvor man ofte kunne ligge og bevæge sig frem og tilbage.

## Anbefalinger i slutrapport
Den 25. februar offentliggjorde kommissionen sin slutrapport "Et dansk svar på en vestlig udfordring" og samtidig en hurtigere læst pixi-udgave: "Kort om Trivselskommissionens afrapportering - Et dansk svar på en vestlig udfordring". Samtidig fremhævede den, at man ikke kunne tale om en egentlig trivselskrise for danske børn og unge, hvor det store flertal levede et godt liv, men at der var nogle nye udfordringer, der burde tages hånd om. Blandt andet mente kommissionen, at der var en betydelig social slagside i trivselsproblemerne: Børn og unge fra hjem med vold, konflikter, misbrug og sygdom havde større risiko for at mistrives end børn fra mere resursestærke hjem.
Kommissionen anbefalede 35 tiltag og indsatsområder, opdelt i otte forskellige grupper: 

### Nyt sprog for trivsel
- En ny og mere nuanceret måde at tale om trivsel på
- Ekspertgruppe om konsekvenserne af det stigende antal diagnoser på børne- og ungeområdet
- Børn og unges behov i centrum for indsatser og støtte i skolen
- Revidering af trivselsmålinger, bl.a. med nyt navn og indhold samt færre målinger

### Et balanceret digitalt liv
- Pres på EU for strengere regulering og håndhævelse af digitale tjenester, f.eks. obligatorisk aldersverifikation
- Udskyd børns smartphonedebut, til de er fyldt 13 år, så forældre sørger for, at deres børn først får egen smartphone på dette alderstrin

- Voksne som digitale rollemodeller, f.eks. at voksne går foran som det gode eksempel
- Smartphonefrie grundskoler og ungdomsuddannelser
- Firewalls i alle grundskoler, på efterskoler, FGU og ungdomsuddannelser
- Stop livestreaming af børn og unges idrætsaktiviteter

### Karakterdannelse og myndiggørelse
- Karakterdannelse som en central del af dagtilbud og folkeskole

- Demokratisér muligheden for at komme på efterskole, både ved at mindske økonomiske og kulturelle barrierer
- Styrke mulighederne for, at flere unge tager et højskoleophold:
- Flere unge i fritidsjob
- Flere børn og unge med erfaring med frivillighed
- Kunst og kultur for flere børn og unge

### En tidssvarende pædagogisk praksis
- En tidssvarende pædagogisk praksis i dagtilbud, grundskoler og på ungdomsuddannelser
- En tidssvarende pædagogisk praksis på videregående uddannelser
- Et stærkere almenområde, der understøtter bedre trivsel for flere
- Ændring af karakterskalaen
- Justering af prøvetrykket i folkeskolen
- Undersøgelse af ny anvendelse af karakterer på de gymnasiale uddannelser
- Færre klasseskift ved grundforløbet på de treårige gymnasiale uddannelser

### Fællesskaber i fritiden
- Alle børn og unge bør have en fritidsaktivitet sammen med andre
- Alle kommuner bør have en fritidspasordning
- Flere børn og unge i fritids- og foreningslivet
- Trygge og inkluderende fællesskaber i fritids- og foreningslivet
- Trygge ungefællesskaber og en sund alkoholkultur, bl.a. alkoholfri studiestart på både ungdomsuddannelser, FGU og videregående uddannelser

### Krop og bevægelse
- Mere fysisk aktivitet og bevægelsesglæde i børn og unges liv
- Tilbyde børn og unge realistiske og sunde kropsopfattelser, bl.a. trygge omklædningsfaciliteter

### Tidlig og rettidig indsats
- Fortsat fokus på systematisk opsporing af børn og unge i risiko for mistrivsel
- Pædagogiske og socialfaglige trivselsindsatser som en del af lettilgængelige behandlingstilbud
- Fremme såkaldte lavtærskeltilbud, dvs. lettilgængelige tilbud om rådgivning o.l. fra frivillige organisationer, der ikke kræver visitation eller henvisninger

### Forældreskab anno 2025
- Forældreskab anno 2025 til debat med afsæt i syv opfordringer til forældreskabet
- Støtte til udsatte forældregrupper og forældre til børn og unge med særlige behov

## Reaktioner på kommissionens konklusioner
Allerede samme dag som kommissionens slutrapport udkom, meddelte børne- og undervisningsminister Tesfaye, at regeringen ville tage en af anbefalingerne op og fremsætte et lovforslag om helt at forbyde mobiltelefoner i skoler og fritidshjem. Mobilfri skoler og fritidshjem havde siden februar 2024 været en anbefaling fra myndighederne. Skolelederforeningen og Danske Skoleelever tog dog afstand fra forslaget og foretrak, at spørgsmålet stadig skulle være op til en lokal beslutning.